# 永田広志
永田 広志（ながた ひろし、1904年4月1日 - 1947年9月7日）は日本の哲学者である。マルクス主義の立場から活動した。

## 概要
長野県東筑摩郡山形村に生まれる。県立松本中学（後の長野県松本深志高等学校）に学び、小岩井源一（後の詩人、高橋玄一郎）と知り合う。中学時代から哲学に興味を持ち始める。卒業後、1921年に東京外国語学校露語部に入学。クロポトキンら、当時のソ連の哲学動向に関心を持つ。卒業後は一時朝鮮に渡り、国境近い新義州で流入するソ連文献を検閲する任務に当たる。
1927年、パーヴェル・アクセリロード『ブルジョア社会学の批判』を翻訳して刊行、海外文献の紹介、翻訳につとめる。1930年、川内唯彦のすすめでプロレタリア科学研究所に参加し、唯物弁証法の研究につとめる。1931年には戦闘的無神論者同盟の結成に参加し、日本プロレタリア文化連盟（コップ）の結成にも参画、さらには1932年の唯物論研究会の発足にも協力、多くの論文を発表し、日本の唯物論哲学のために貢献した。1936年には『日本唯物論史』を刊行、安藤昌益や山片蟠桃を取り上げながら、江戸時代からの日本思想の発展を論じた。
日中戦争開戦により1938年に検挙され、釈放後も執筆を禁じられた。太平洋戦争終戦後、発足した民主主義科学者協会に参加、故郷に近い松本での活動につとめたが、結核が悪化してまもなく死去した。
葬儀は無宗教で行われ、高橋玄一郎が作詞した追悼する歌を参列者が合唱した。この時の経験は、高橋の小説『無宗教葬』に反映されている。

## 年譜
- 1904年（明治37年）4月1日 - 長野県東筑摩郡山形村小坂に生まれる
- 1910年（明治43年）4月 - 山形尋常高等小学校へ入学
- 1916年（大正5年）4月 - 長野県立松本中学校に入学
- 1921年（大正10年）4月 - 東京外国語学校露語部に入学
- 1922年（大正11年）12月 - マルクス主義文献を読みボルシェヴィズムに関心を持つ
- 1924年（大正13年）- 東京外語学校を卒業し、朝鮮平安北道警察部に勤務
- 1925年（大正14年）7月 - 小沢喜美子と結婚
- 1926年（大正15年）12月 - 病気のため退職し、郷里山形村へ帰京し静養
- 1927年（昭和2年）1月 - 妻が病没
- 1927年11月 -『ブルジョア社会学の批判』を翻訳出版
- 1930年（昭和5年）6月 - 上京（これまでは郷里にて暮らす）
- 1930年7月1日 - プロレタリア科学研究所に参加
- 1930年10月 - 唯物弁証法研究会に参加し、同会の再建活動に着手
- 1931年（昭和6年）5月 - プロレタリア科学研究所第3回全国大会で中央委員ソヴェート同盟研究会代表に選出される
- 1931年10月 - 英文タイピスト北川百合子と再婚
- 1932年（昭和7年）4月 - 戸坂潤らと唯物論研究会設立準備を始め、10月に結成
- 1932年5月 - 日本プロレタリア文化連盟への大弾圧で逮捕され29日間の留置を受ける
- 1933年（昭和8年）1月 - プロレタリア科学同盟結成に参加し、中央部役員などを務める
- 1935年（昭和10年）1月 - 『現代宗教批判講話』『唯物論哲学のために』を出版
- 1935年7月 - 長女が生まれる
- 1935年12月 - 『唯物史観講話』『現代唯物論』を出版
- 1936年（昭和11年）7月 - コム・アカデミー事件で検挙されたが起訴猶予になる。しかし、この留置により病状が悪化ししばらくは郷里で静養
- 1938年（昭和13年）11月29日 - 戸坂潤・岡邦雄らと唯物論研究会事件で逮捕される
- 1939年（昭和14年）- 病気悪化のため保釈出所する
- 1941年（昭和16年）12月26日 - 第一審で懲役3年の判決を受け、直ちに控訴する
- 1942年（昭和17年）12月16日 - 第二審で懲役2年6か月の判決を受ける
- 1943年（昭和18年）- 第二審判決を上告したが、腸結核悪化のため刑執行延期の手続きをとり、郷里山形村に疎開静養
- 1945年（昭和20年）- 年末に、戦後再建された共産党に入党
- 1946年（昭和21年）1月 - 民主主義科学者協会結成に参加するも上京せず、松本市分銅町に居住[2]
- 1947年（昭和22年）9月7日 - 病没、享年43。墓所は多磨霊園[3]